# 日本近代史
日本近代史（にほんきんだいし）では、江戸時代末期（幕末）以後の日本の歴史、特に1868年（慶応4年／明治元年）以降について概略的に述べる。

## 江戸幕府の動揺と近代化の始まり
- 政体：江戸幕府

## 明治（大日本帝国憲法施行前）
- 政体：君主制
- 天皇：明治天皇（第122代天皇）
- 内閣総理大臣：内閣総理大臣の一覧（明治・大日本帝国憲法施行前）参照
  - 歴代内閣：日本国歴代内閣（明治）を参照

## 大日本帝国憲法下
- 憲法：大日本帝国憲法
  - 1889年（明治22年）2月11日 - 公布。
  - 1890年（明治23年）11月29日 - 施行。
  - 1947年（昭和22年）5月2日 - 失効。翌5月3日の日本国憲法施行による。

### 明治
- 政体：立憲君主制
- 天皇：明治天皇（第122代天皇）
- 内閣総理大臣：内閣総理大臣の一覧（明治・大日本帝国憲法施行後）参照
  - 歴代内閣：日本国歴代内閣（明治）を参照

### 大正
- 政体：立憲君主制
- 天皇：大正天皇（第123代天皇）
- 内閣総理大臣：内閣総理大臣の一覧（大正）参照
  - 歴代内閣：日本国歴代内閣（大正）を参照
- 国際社会：多極体制

#### 第一次世界大戦と反動不況
1914年（大正3年）には第一次世界大戦が勃発した。日本は直接的戦闘はほとんどなかったにもかかわらず大隈内閣は日英同盟を理由に参戦し戦勝国の一員となった。実質的損害はなく、日本では大戦景気で成金などが出現するなど大きく経済を発展させた。
第一次世界大戦中の1917年（大正6年）にはロシア革命が勃発し、ロマノフ王朝が打倒され、ソビエト連邦が誕生した。寺内内閣はソビエト政権を転覆する為にシベリア出兵を行ったが（→反革命戦争）、折から国内では米価が暴騰し、富山県から1918年米騒動が起こり、全国に広がった。政府はようやくそれを鎮圧したが寺内正毅首相は退陣し、代わって初めて爵位がない立憲政友会（政友会）の原敬が首相となった（原内閣）。政友会でも、西園寺公望が薩摩藩と結び付きが強かったのに対し、原敬は長州藩と結び付きが強かった。原敬の祖先は盛岡藩の藩士であったが、平民宰相として人気を博したものの1922年（大正11年）、東京駅で青年に暗殺された。この当時、社会保障をめぐる議論も盛んとなり、米騒動後には、政府・地方で社会局の創設が相次いだ。
第一次世界大戦が終わって諸列強の生産力が回復すると、日本の輸出は減少し、1920年（大正9年）以後は戦後恐慌の時代となった。その戦後恐慌時代の1923年（大正12年）には、関東大震災が発生した。この未曽有の大災害に東京市は大きな損害を受けるが、震災後、第2次山本内閣が成立し、その内務相となった後藤新平が辣腕を振るった。震災での壊滅を機会に江戸時代以来の東京の街を大幅に改良し、道路拡張や区画整理などを行いインフラストラクチャーが整備され、大変革を遂げた。また、ラジオ放送が始まるなど近代都市へと復興を遂げた。
大正期を特色付けるのは、大正デモクラシーと称される政治の新しい動向である。桂太郎の首相への返り咲きに対して、都市部の知識階級を中心にその反発は強まった。そして尾崎行雄・犬養毅らによる憲政擁護運動が起こり、新聞の批判も起こった外、民衆が国会を取り囲む事態も生じ、大正デモクラシーへと発展していった（第一次大正政変）。このため山本権兵衛（第1次）に組閣の命が下った。山本内閣は軍部大臣現役武官制を緩和するなど、事実上政友会に近い姿勢を示したが、シーメンス事件で退陣し、次いで庶民的で大衆に人気のあった大隈重信が組閣した。その後、関東大震災や虎ノ門事件の発生は、それまでの藩閥に危機意識を抱かせ、第2次山本権兵衛内閣が虎ノ門事件で倒れた後、枢密院議長から天下って清浦奎吾が内閣を組織しようとした。それに対し憲政会・革新倶楽部・政友会の三派は、普選の採用、政党内閣制の樹立を掲げて、藩閥・官僚勢力を主体とした政友本党に対抗した。護憲三派は選挙で勝利し、護憲三派内閣として加藤高明内閣が成立した（第二次大正政変）。
加藤内閣は、1925年（大正14年）には、身分や財産によらず「25歳以上の成人男子全員」に選挙権を与える普通選挙法を成立させた。ただ、婦人の参政権は認めず、生活貧困者の選挙権も認めないなどの制約があった。またそれは「革命」の安全弁としての役割も期待されていたが、それと同時に治安維持法を成立させ、「国体の変革」「私有財産否定」の活動を厳重に取り締まった。しかしこれによって政党政治が定着するようになった。この後、1932年（昭和7年）に犬養内閣が五・一五事件による犬養毅首相の暗殺で倒れるまで、政党政治が続き、明治以来の藩閥政治は終わり、政治は、官僚や軍部を基盤にしつつも政党を中心に動いていくこととなった。
このころまでに近代日本語が多くの文筆家らの努力で形成された。今日に続く文章日本語のスタイルが完成し、芥川龍之介、有島武郎・武者小路実篤・志賀直哉ら白樺派、中里介山の『大菩薩峠』や『文藝春秋』の経営にも当った菊池寛などの文芸作品が登場した。同時期の1921年（大正10年）には、小牧近江らによって雑誌『種蒔く人』が創刊され、昭和初期にかけてプロレタリア文学運動に発展した。また、1924年（大正13年）には、演劇で小山内薫が築地小劇場を創立し、新劇を確立させた。新聞、同人誌等が次第に普及し、新しい絵画や音楽、写真や「活動写真」と呼ばれた映画などのエンターテイメントも徐々に充実した。

### 昭和・戦前戦中
- 政体：立憲君主制
- 天皇：昭和天皇（第124代天皇）
- 内閣総理大臣：内閣総理大臣の一覧（昭和戦前）参照
  - 歴代内閣：日本国歴代内閣（昭和戦前戦中）を参照
- 国際社会：多極体制

関東大震災後の1927年（昭和2年）には、関東大震災の手形の焦げ付きが累積し、それをきっかけとする銀行への取り付け騒動が生じ、昭和金融恐慌となった。若槻禮次郎内閣は鈴木商店の不良債権を抱えた台湾銀行の救済のために緊急勅令を発しようとしたが、枢密院の反対に会い、総辞職した。あとを受けた田中義一内閣は、高橋是清蔵相の下でモラトリアム（支払い停止令）を発して全国の銀行の一斉休業と日銀からの緊急貸し出しによって急場をしのいだ。
また、1925年（大正14年）には、中国では孫文の後を蔣介石が継ぎ、国民政府軍が北伐（中国革命で中国北部の軍閥勢力を平定すること）を開始して、華北に進出した。田中内閣はこのため3回に及ぶ山東出兵を行い、東京で外交・軍部関係者を集めて東方会議を開き、満蒙の利害を死守することを確認した。これに基づいて政府は満洲の実力者張作霖と交渉し、満洲の権益の拡大を図ったが、張は応じず、関東軍は張の乗る列車を爆破して暗殺した。関東軍は当初この事件を中国国民政府軍の仕業だと公表したが、実際は関東軍参謀河本大作の仕業であったため国内の野党から「満洲某重大事件」として追及された。田中は昭和天皇に事件の調査を約束しながら、陸軍の突き上げによって事態を曖昧にしようとしたため、天皇から説明を聞きたくないと不快を表明され、田中内閣はこのため総辞職した。
田中内閣はもともと前の大正政変で生まれた護憲三派内閣、特に幣原外交の中国内政不干渉政策を「軟弱外交」として批判して登場した。従って田中義一は自ら外相を兼任し、中国での革命の進展に対して強く干渉した。しかし中国での武力行使に対する列国の批判をかわすためもあって、1928年（昭和3年）に、パリで締結されたいわゆるパリ不戦条約には調印した。ただこの不戦条約は、第1条で「人民ノ名ニ於テ」戦争を放棄することをうたっており、天皇をないがしろにするものとする批判が国内に生じたため、新聞紙上でも侃々諤々の論議が行なわれた末、翌年に至って批准された。また、田中内閣は国内で思想取締強化をはかったことでも知られている。特に普選実施後、予想外の進出を示した無産政党や共産党に対する弾圧を強め、同年に三・一五事件、翌年に四・一六事件を起こして共産党系の活動家と同調者の大量検挙を行なった。その間、緊急勅令により、治安維持法を改正して最高刑を死刑とした。

#### 世界恐慌と政党政治への不信・軍部の台頭
1920年代より文化や社会科学の研究ではマルクス主義（科学的社会主義）が隆盛となり、1932年（昭和7年）には、野呂栄太郎らによる『日本資本主義発達史講座』が岩波書店から発行され、知識層に多大の影響を及ぼした。その執筆者は「講座派」と呼ばれたが、それに対して批判的な向坂逸郎らは雑誌『労農』により、「労農派」と呼ばれた。両派は以後、活発な論戦を繰り広げたが、国家主義的革新運動の台頭に伴い、弾圧を受け、強制的に収束して行くこととなった。
そんな中の1929年（昭和4年）10月24日、ウォール街大暴落から世界恐慌が始まった。それは日本にも波及し、翌年、田中内閣の後を受けた濱口雄幸内閣が実行した金解禁を契機として昭和恐慌が引き起こされた。目ぼしい植民地を所持しない日本は深刻な経済不況に陥った。このことはファシズムの台頭を招き、ド満洲（中国東北部）は日本の生命線であると主張され、軍の中国進出を推進する要因となった。
各国が世界大戦後の財政負担に耐えかねている状況でアメリカとイギリスが中心となり、ワシントン軍縮条約が提案された。日本はイギリス・アメリカ・フランス・イタリアと共に五大軍事大国としてこれに調印し、いわゆる列強になった。しかもワシントン条約の戦艦保有率を米英の5に対して日本が3を保持したことは、世界3位の国になったことになる。この軍縮条約では、日本の中国進出を牽制する内容や日英同盟破棄も含まれていたため、軍部や官僚の中でも激しい意見対立があった。
1931年（昭和6年）には関東軍の謀略により柳条湖事件が引き起こされ、政府の戦争不拡大の方針を軍が無視する形で満洲事変に発展し、ポツダム宣言受諾による降伏まで15年もの間繰り広げる十五年戦争に突き進んだ。このことで中国での権益、南方資源地帯の利権を巡り、欧米諸国との対立は深まっていった。また、1932年（昭和7年）には海軍将校らが犬養毅首相を射殺した五・一五事件や、1936年（昭和11年）に皇道派の青年将校が斎藤実内大臣と高橋是清蔵相を射殺した二・二六事件事件が起こり、軍部の暴走が目立ち、政党内閣は滅び去った。その後、軍部の台頭は強まり、廣田弘毅内閣では過去に廃止となった軍部大臣現役武官制を復活させる。このことで現役軍人しか陸軍大臣および海軍大臣のポストには就くことができず、軍の協力なしに内閣を組閣することができなくなった。日本の満洲建国に前後して、国際連盟はリットン調査団を派遣し、その調査結果に基づいて、1933年（昭和8年）2月、日本の撤退勧告案を42対1（反対は日本のみ、ほかにシャム（タイ王国）が棄権し、チリが投票不参加）で可決した。これを受けて日本の全権代表松岡洋右は「もはや日本政府は連盟と協力する努力の限界に達した」ことを宣言して総会会場を去り、3月には国際連盟の脱退を表明した。このことにより日本は国際的に孤立の道を歩んでいった。
1937年（昭和12年）には、盧溝橋事件で日中両軍が衝突し、日中戦争が勃発した。1939年（昭和14年）9月に始まった第二次世界大戦には日本は当初不介入を声明したが、1940年、フランスがナチス・ドイツに降伏し、ドイツ・イタリアの勢力が拡大するに及んで日独伊三国軍事同盟（三国同盟）を締結した。
国内の文化・思想に関しては、戦時体制が強化されるにともなって治安維持法による思想弾圧が目立ち、1937年（昭和12年）には、加藤勘十・鈴木茂三郎らの労農派の関係者が人民戦線の結成を企図したとして検挙される人民戦線事件が起こった。

#### 第二次世界大戦
日中戦争（支那事変）勃発後の1937年（昭和12年）に、資源局と企画庁を統合した企画院が設置され、満洲国の経済改革（満洲産業開発五カ年計画）などで功績を挙げた岸信介ら「革新官僚」が登用された。また、近衛文麿を中心とする新体制運動が進められ、1940年（昭和15年）10月には、大政翼賛会が結成され、既成政党は呼応して解党した。翼賛会は、経済新体制を創出する統制会・大日本産業報国会と並んで政治面で日中戦争（支那事変）から第二次世界大戦（太平洋戦争、大東亜戦争）の遂行を支え、「高度国防国家体制」の創設を目指す大政翼賛運動の推進に当った。組織原則では、衆議は尽くすが最終的な決定は総裁が下すという「衆議統裁」形式が採られた。総裁は首相が兼任し、初代総裁には近衛が就任した。
日独伊三国同盟の締結や仏印進駐によって、日本とアメリカ合衆国・イギリス・オランダとの関係は悪化し、戦争中の中華民国を含め物資の入手が困難な状況に陥り、「ABCD包囲網」を仕組ませられた。日本では、従来陸軍を中心として対ソ連戦争を目指す「北進論」と南方に進出することを目標とする「南進論」との二派があったが、北進論は国境線をめぐり紛争となっていた張鼓峰とノモンハン事件で偵察的な戦闘を行った際にソビエト連邦軍に大敗したことにより頓挫していた。日ソ中立条約を締結し北の守りを固めるなど対米戦争を準備する一方、外務省は1941年（昭和16年）晩秋までフランクリン・ルーズベルト大統領率いるアメリカ合衆国連邦政府との日米交渉を続けた。しかし、近衛内閣総辞職により、開戦反対の意思を抱いていた昭和天皇の意向も汲み東條英機陸相に組閣の大命が下り、東條内閣にあって軍の強硬姿勢もあり交渉は難航し、アメリカ合衆国国務長官コーデル・ハルより「日清・日露戦争以来、日本が獲得してきた極東における権益の全てを放棄すること」などを要求する交渉案を提示され（ハル・ノート）、これを事実上の最後通牒と解釈した日本は対米開戦を決定した。こうして太平洋戦争が始まり、日本も枢軸国の一員として第二次世界大戦に参戦するに至った。
1941年（昭和16年）12月7日（日本時間12月8日）、日本はアメリカのハワイ準州オアフ島・真珠湾の米軍基地及び東南アジアの植民地も攻撃し、連合国に宣戦布告した。しかし戦争の前途に確信があったわけではなく、日米開戦には反対の立場でありつつ開戦当初から、山本五十六は「一年間は戦況を維持しうるが、それ以上は無理であろう」と語っていたと言われる。
1942年（昭和17年）にはオランダに対しても宣戦布告してインドネシアを攻略、戦線を拡大していった。東條内閣は翼賛選挙を実施し、翼賛政治体制を確立した。また、大日本産業報国会・農業報国連盟・商業報国会・日本海運報国団・大日本青少年団・大日本婦人会の官製国民運動6団体を翼賛会に従属させた。更に町内会と部落会に世話役を、隣組に世話人を置いた。町内会は生活必需物資の配給機構をも兼ねていたので、国民生活は隅々まで統制と監視にさらされることとなった。
当時、日本の石油備蓄量がわずか2年分であったことから、南方の石油天然資源の確保は日本の至上命令であった。当時、東南アジアは欧米諸国の植民地であったために、この戦争を独立の機会として日本に協力する動きもあったが、日本の占領により、現地の反発は次第に大きくなっていった。日本はアジアにおける進出の正当性を訴えるため、1943年（昭和18年）10月に、東京でアジア地域の首脳を招請して、大東亜会議を開催し、自主独立、東アジア各国の相互協力などを謳った大東亜共同宣言を発表した。
ミッドウェー海戦を皮切りにアメリカはこれまでの劣勢を巻き返し、日本にとって次第に戦況は傾いていった。この海戦で日本は最重要の主力兵器である正規航空母艦4隻を失い、開戦以来の大敗北となった。しかし国民には虚偽の戦況が伝えられ、日本国民は負けていることを知らされていなかった。このころすでに、展望もないまま数百万の大軍を広大な大陸に送り込んでいた中国戦線での消耗も激しかった。また、最重要資源となっていた石油も、制海権を失うことで日本本国への輸送が困難となり、次第に備蓄は底をついていった。兵器・戦略物資の損失を補充するための財政力、工業生産力ともにアメリカ合衆国の数10分の1でしかない日本の戦況は、目に見えて悪化していった。大政翼賛会は本土決戦体制への移行のため、1945年（昭和20年）に解散して、国民義勇隊に改組された。
1944年（昭和19年）7月にはサイパン島が陥落し、その責任を問われる形で同年7月22日東條内閣が総辞職、小磯國昭首相が就任し小磯内閣が成立する。このことで日本本土空襲が始まり、1945年（昭和20年）3月10日には、無差別爆撃により民間人8万人以上が死亡し、焼失家屋は約27万8千戸、東京の3分の1以上の面積（40平方km）に至る惨劇となった東京大空襲が行なわれた。日本国内ではすでに燃料と材料不足で稼動停止していた工場群や道路・港湾・鉄道等の社会資本も徹底的に破壊され、生活物資すら窮乏するようになった。同年4月7日に小磯内閣総辞職、鈴木貫太郎首相が就任し鈴木貫太郎内閣が成立する。1945年（昭和20年）7月26日に、連合国は日本の降伏を要求するポツダム宣言を発表するが、日本政府は「黙殺」の態度をとった。同年8月6日と9日にはアメリカ軍によって世界初の原子爆弾実戦使用として広島市への原子爆弾投下と長崎市への原子爆弾投下が行われ、両市は壊滅し数十万人の民間人が死亡したほか、重い後遺症に苦しむ多数の被爆者を生んだ。
戦争の継続が困難となった日本は、中立条約を結んでいたソビエト連邦政府の仲介での和平工作を行ったが失敗した。ヨシフ・スターリンソビエト連邦共産党書記長率いるソ連はヤルタ会談での密約、連合国の要請に従って日本に宣戦布告し、満洲国に侵攻した。主力を中国戦線に送り込んでいた関東軍は突然の侵攻に総崩れとなり、満洲国は崩壊した。日本政府は御前会議において昭和天皇による「聖断」によって降伏を決定し、ポツダム宣言を受諾する旨を連合国に通告した（8月14日）。翌8月15日正午、昭和天皇の肉声（録音）によるラジオ放送（玉音放送）により降伏の事実は日本国民に伝えられた。その後、日本人の引き揚げは困難を極め、多数の日本人移住者が存在した満洲国においては中国残留孤児問題が生じた。ソビエト連邦軍によってシベリアに抑留されるもの、中国の国共内戦では中国共産党軍や中国国民政府軍に参軍させられたり、強制労働を強いられ、多くの日本人が虐殺される通化事件のような悲劇も起きた。一方、自らベトナム独立戦争やインドネシア独立戦争に身を投じるものもいた。日本の降伏文書の調印は、1945年（昭和20年）9月2日に、東京湾上のアメリカ海軍戦艦ミズーリ号にて行われた。

## 日本国憲法下
- 憲法：日本国憲法
- 政体：民主制
  - 1946年（昭和21年）11月3日 - 大日本帝国憲法の改正手続を経て、公布。
  - 1947年（昭和22年）5月3日 - 施行。大日本帝国憲法失効。

### 昭和・戦後
- 天皇：昭和天皇（第124代天皇）
- 内閣総理大臣：内閣総理大臣の一覧（昭和戦後）参照
  - 歴代内閣：日本国歴代内閣（昭和戦後）を参照
- 国際社会：両極体制

#### 連合国軍被占領時代
第二次世界大戦で敗れた日本は、それまで領土としていた、台湾・朝鮮・南樺太・南洋群島・千島列島を失った。
1945年（昭和20年）8月15日から1952年（昭和27年）4月27日までの7年間にわたって、連合国軍最高司令官総司令部に占領され、最高司令官としてダグラス・マッカーサー元帥が着任した。マッカーサーは政治的には共和党右派で、本来反共主義者であったが、戦後の民主化は東久邇宮稔彦王内閣の予想を超える急進的な内容を持っていた。東久邇宮内閣は戦時中の政治の継続を行っただけで、民主化の進展に対応できず、総辞職した。なおこの内閣はわずか54日間に終わった。
アメリカ軍の占領下で、幣原喜重郎首相の幣原内閣、次いで吉田茂首相の吉田内閣を通じ、農地改革・財閥解体・労働改革の3大経済改革と呼ばれる民主化措置が実施された。また、旧治安維持法が撤廃されるとともに二次にわたる公職追放が行われ、第二次世界大戦に加担した者の公職からの追放及び被選挙権の停止措置が採られた。首相の座が目前の位置にいた鳩山一郎の場合、戦前の京大滝川事件時の文相（現在の文科相）であったことを理由に、政治的活動が制約された。また、1946年（昭和21年）には、極東国際軍事裁判（東京裁判）が開廷され、戦争犯罪人は、戦争を計画し遂行した平和への罪（A級）、捕虜虐待など通例の戦争犯罪（B級）、虐殺など人道に対する罪（C級）としてそれぞれ処断された。
連合国 (Allies) の日本占領は、事実上のアメリカ軍の単独占領であったが、直接統治方式による軍政（アメリカの高等弁務官による統治）は沖縄県に施行され、日本本土は間接統治方式によって日本政府を通じて占領政策が実施された。1951年（昭和26年）に、マッカーサーは朝鮮戦争で原爆使用の提案など強硬な主張を行ったことなどからトルーマンと対立して解任され、後任にマシュー・リッジウェイ中将が着任した。沖縄、小笠原諸島を除く日本の本土では、日本にも主権があったとされるが、全ての法令、文書は占領軍の厳しい事前検査と許可が必要であった。検閲は隠匿され、戦前のような伏字による出版ではなく、書き直しが命じられた。1946年（昭和21年）11月3日に日本国憲法が公布・1947年（昭和22年）5月3日に施行され、1951年（昭和26年）9月8日調印・1952年（昭和27年）4月28日発効の日本国との平和条約（サンフランシスコ講和条約）で連合国との講和が完了して後に日本は事実上の主権を回復した。
戦争や米軍の無差別爆撃によって国内経済は壊滅し、本土空襲の甚大な被害も重なり国民生活は混迷の極みにあったが、中国革命の進展と朝鮮戦争の勃発により事態は一変した。1949年（昭和24年）に中国大陸で蔣介石に代わって毛沢東政権が成立すると、対日戦略を完全に転換し、日本の再武装を進め、東アジアの最重要軍事戦略拠点として位置づけ、「逆コース」とも呼ばれる政策の転換が次々と生じた。戦後の変化の特徴を示すのは労働運動の盛り上がりで、日本国有鉄道や読売新聞等では労働組合による自主管理も行なわれた。この頃、国鉄でも大規模な整理解雇が吹き荒れ、下山事件、三鷹事件、松川事件などの怪事件が次々と起こり、それらが労働運動によって起こされたと宣伝された。同時にレッドパージが行われ、小中高及び大学の共産主義的教員が追放されるに至った。それは、アメリカで吹きすさんだマッカーシー旋風（赤狩り）と軌を一にしていた。
文化面においては、日本映画が全盛時代を迎え、東映・大映・松竹・東宝・日活のメジャー5社が毎週競って新作を2本平均で上映する映画館は最大の娯楽施設となった。また、ラジオ放送も広範に普及し、歌謡曲やバラエティ、相撲や野球の実況放送が好んで聞かれた。同時にアメリカをはじめとする外国映画やポピュラー音楽も急速に流入した（当時は一般にポピュラー音楽はみな「ジャズ」と呼ばれた）。国語については1946年（昭和21年）に現代かなづかい・当用漢字が制定された。一方言論の自由については新聞の検閲などが行われ、制限されることとなった。

#### 連合国軍被占領期終結から冷戦終結まで
- 国際社会：両極体制

アメリカ軍を中心とする連合国軍最高司令官総司令部（GHQ/SCAP）による占領が終わり、1952年（昭和27年）4月28日に日本国との平和条約（サンフランシスコ講和条約）発効に伴い主権回復を果たすが、冷戦時代は55年体制のもとアメリカ合衆国を盟主とする資本主義・西側諸国に与して、ソビエト連邦を盟主とする共産主義・東側諸国に対抗することとなる。並行して国内でも共産主義運動が活発化する。
アメリカの発進基地となった日本は、朝鮮戦争では海上保安官や民間船員など8000名以上を国連軍の作戦に参加させるとともに、軍需の有刺鉄線やドラム缶などの補給物資の生産や輸送による特需、そして膨大な駐留米軍の生活消費など需要により、奇跡的な速度で経済が復興した。続くベトナム戦争でも特需が起きた。
急速な経済成長に合わせて人口はさらに増加した。戦後すぐの第一次ベビーブームを経て、人口はついに1億人を超えた。ベビーブームで生まれた「団塊の世代」は膨大な人口を抱えており、地方出身者は「金の卵」と呼ばれ、集団就職列車も運行された。高度経済成長期には、佐藤栄作・池田勇人・田中角栄といった自民党保守本流系が経済重視の政策を行った。
こうして1970年代初頭まで続く驚異的な高度経済成長を遂げるに至り、一時期盛り上がりをみせた共産主義運動や学生運動は連合赤軍事件に代表される内ゲバもあって1970年代には衰退。自民党一党優位の状況が続いていった。
高度成長期は「昭和元禄」と呼ばれ、週刊誌や月刊誌の創刊が目立った。子供向けの漫画や映画と並んでテレビ放送も普及した。1964年（昭和39年）の東海道新幹線の開業と東京オリンピック（1回目）の開会、1970年（昭和45年）の日本万国博覧会の開催によって最高潮を迎えたが、中東戦争がもたらしたオイルショックによって高度成長が終わった。また、この頃には高度成長の負の側面として公害や交通事故、過疎・過密などが問題になった。
オイルショックの打撃を受けた日本経済だが、重厚長大から半導体などの軽薄短小の分野への移行に成功し、安定成長期に入る。しかし輸出依存の体質による円高と貿易黒字が問題視されるようになり、プラザ合意をへて内需拡大政策のもとでバブル景気に入った。

### 平成
- 天皇：明仁（第125代天皇）
- 内閣総理大臣：内閣総理大臣の一覧（平成元年以降）参照
  - 歴代内閣：日本国歴代内閣（平成）を参照
- 国際社会：一極体制→覇権争い

1989年1月7日、昭和天皇が崩御し、皇太子明仁親王が第125代天皇に即位。翌8日に「昭和」から「平成」に改元された(戦後初の改元)。同年冷戦が終わると日本は、自衛隊の海外派遣を実施し、国際連合に協力して海外で国際連合平和維持活動（PKO）部隊を展開するようになったり、アメリカ主導の湾岸戦争に資金援助をしたりするようになった。
世界屈指の経済大国となっていた日本は、「ジャパン・アズ・ナンバーワン」の時代を謳歌し、これらの基盤の上に現代日本独自の文化が生まれていた。しかし1980年代後半からの異常な好景気は1990年代に入るとともにバブル崩壊によって破綻していき、平成時代には経営の建て直しができなかった数多くの企業が倒産・廃業、もしくは海外を含む大手企業に買収、事業譲渡といった道を辿っていくことになった。企業の国際化によって国際流動が活発になり、中国などでの生産に切り替えたり、ブラジルをはじめ南米出身の日系人を中心に、発展途上国出身者を低賃金労働者として雇うなど、グローバル化がいっそう進んだ。ソ連崩壊による冷戦の勝利も、ソ連に代わる敵になりうるとみなされた日本に対するアメリカからのジャパンバッシング、韓国・台湾の民主化による活性化、中国民主化運動の敗北と急激な経済成長、後ろ盾を失った北朝鮮の核開発推進などと、日本に不利に動いた。汚職事件の多発もあって政治不信も高まり、1955年以来政権の座にあった1993年に55年体制が崩壊、自民党が一時下野し、政局が流動化した。
1995年（平成7年）1月17日に阪神・淡路大震災が発生、続いてオウム真理教による一連の事件が発覚し、国民に衝撃を与えた。1990年代末から2000年代初頭にかけてバブル崩壊の影響はいっそう深刻化し、マイナス成長すら記録されるようになった。「構造不況」であるとして、2001年（平成13年）に首相に就任した小泉純一郎は「構造改革」を訴えた。過疎化や産業空洞化が進展し、地方経済は不振を極めた。21世紀に入り、政治面では2001年（平成13年）に中央省庁再編という近代政治史上以来の改革が行われた。経済では、2006年（平成18年）から2007年（平成19年）にかけては、外需主導で企業業績が好転した。しかし企業の人件費抑制などにより、内需は冷え込んだままで、国民の生活が「豊かになっている」という実感はごく一部に限られていた。
2008年（平成20年）以後はアメリカのサブプライムローンを引き金とする世界同時不況により、日本の景気は内需・外需ともに再び八方塞がりに悪化した。また、少子高齢化が深刻な社会問題となり、主に老人医療費の高騰を理由として、増税が相次いで打ち出されていった。
世界同時不況下の2009年（平成21年）実施の第45回衆議院議員総選挙の結果、高まる政治不信により自民党・公明党から民主党への政権交代が起きたが、民主党は政権運営のまずさやマニフェスト破りなどの要因によって政治不信は更に高まり、日本の経済も回復することはなかった。そして、国民の政治不信は選挙に対する投票率の低下という形に帰結した。
2011年（平成23年）3月11日には、東日本大震災が発生し、福島第一原子力発電所事故も発生した。
2012年（平成24年）の第46回衆議院議員総選挙には低投票率ながら自民党が圧倒的勝利をおさめ、3年ぶりに自公連立政権が復活した。同年12月に内閣総理大臣に就任した安倍晋三は閉塞感を打破するために、経済政策「アベノミクス」を推進した。その手法や効果については専門家の間でも賛否両論となっているが、大衆的な人気を背景に安倍政権は長期政権となり、特定秘密の保護に関する法律の制定、国民一人一人に与えられる個人番号制度の導入などを行った。また、戦後70年にあたる2015年（平成27年）には平和安全法制（安全保障関連法）が成立し、翌2016年（平成28年）に施行、国内で様々な議論を引き起こした。さらに、2016年（平成28年）6月19日には改正公職選挙法が施行され、18歳選挙権が成立した。
2016年（平成28年）8月8日に、明仁が「象徴としてのお務めについての天皇陛下のおことば」として間接的ながら自身の退位の意向を示した。これを受けて2017年（平成29年）6月16日に天皇の退位等に関する皇室典範特例法が公布された。

### 令和
- 天皇：徳仁（第126代天皇）
- 内閣総理大臣：内閣総理大臣の一覧参照
  - 歴代内閣：日本国歴代内閣を参照
- 国際社会：覇権争い

2019年（平成31年）4月30日、退位特例法施行により明仁が退位し、翌5月1日に皇太子徳仁親王が第126代天皇に即位。「平成」から「令和」に改元された。光格天皇から仁孝天皇への譲位以降202年ぶりの天皇退位となった。
2020年（令和2年）には、2019新型コロナウイルスが世界的大流行を見せる。9月に、安倍晋三に代わって内閣官房長官であった菅義偉が内閣総理大臣に就任する。パンデミックを受けて2020年東京オリンピックは翌2021年（令和3年）に延期された。開催され、1964年（昭和39年）以来2回目となった。2025年（令和7年）には、1970年（昭和45年）以来で、こちらも2回目となる大阪万博の開催が予定されている。
2022年（令和4年）7月8日、奈良県奈良市の近鉄大和西大寺駅付近で自民党の安倍晋三元首相が銃撃され死亡。戦後初の総理大臣経験者を狙った暗殺とみられる。